# Eleições legislativas na Irlanda do Norte em 2007
As terceiras eleições para a Assembleia do Irlanda do Norte decorreram no dia 7 de Março de 2007, quando os seus 108 elementos foram eleitos. As eleições viram a confirmação do acordo de Agreement e os dois maiores partidos, o Democratic Unionist (DUP) e o Sinn Féin, aumentaram a sua base de apoio, com quedas do apoio no Ulster Unionist Party (UUP) e no Social Democratic and Labour (SDLP).

## Background
Nas Eleições Legislativas de 2003 o DUP e o Sinn Féin tornaram-se os maiores partidos e por isso não havia esperança que a assembleia votasse para o primeiro-ministro e vice-primeiro-ministro. Então, o Governo Britânico não restaurou o poder à Assembleia e os membros eleitos nunca reuniram. Ao contrário, começaram uma prolongada série de negociações. Durante essas negociações uma assembleia separada legalmente, conhecida como A Assembleia consistindo nos membros eleitos em 2003 foi fundada em Maio de 2006 para permitir que os partidos negociassem e se preparassem para governar.
Em Outubro de 2006, os governos e os partidos, incluindo o DUP e o Sinn Fein assinaram o acordo de St Andrews e formaram uma nova assembleia transitória, que entrou em funções no dia 24 de Novembro de 2006.
O Governo concordou em convocar eleições e a assembleia transitória foi dissolvida no dia 30 de Janeiro de 2007, após o que começou a campanha.

## A campanha
Os maiores partidos a apresentarem-se foram o Democratic Unionist Party (DUP) e o Ulster Unionist Party (UUP) no lado Unionista, e o Sinn Féin e o Social Democratic and Labour Party (SDLP) no lado Nacionalista.
A Alliance Party of Northern Ireland, que se auto-intitula de não-sectária, também concorreu às eleições, assim como partidos menores, como o Progressive Unionist Party, o Green Party e o UK Unionist Party.
Entre os outros partidos, os Conservatives nomearam nove candidatos e o Workers Party nomeou seis. Houve ainda quatro candidatos pelo Make Politicians History e dois pelo Socialist Party.
Concorreram também seis candidatos alinhados com o Republican Sinn Féin. Como este partido optou por não se registar como tal, o seu nome não apareceu nos boletins ao lado dos seus candidatos.
Uma das questões-chave nas eleições relacionou-se com o facto de os dois partidos principais terem obtido a maior parte dos lugares na Assembleia. O acordo de Andrews Agreement define que o primeiro-ministro deve ser escolhido pelo partido mais votado e o vice-primeiro-ministro deve sair do segundo partido mais votado; De qualquer forma, a lei define que o maior partido faz a nomeação independentemente da designação.

## Resultados
O DUP tornou-se no maior partido na Assembleia, obtendo ganhos significativos em relação ao UUP. O Sinn Féin conseguiu ganhos sobre o SDLP e foi o maior partido entre os Nacionalistas. A não-sectária Alliance Party conseguiu sete lugares (ganhou um), enquanto o Progressive Unionist Party e o Independente Dr. Kieran Deeny mantiveram os seus lugares. Junta-se-lhes o Green Party, o qual conseguiu o seu primeiro mandato na Assembleia.
| Partido                                          | Líder                | Candidatos | Assentos | Var. desde 2003 | Votos de 1ª Pref. | Votos de 1ª Pref. (%) | Var. desde 2003 | Lugares Executivos (esperados) |
| ------------------------------------------------ | -------------------- | ---------- | -------- | --------------- | ----------------- | --------------------- | --------------- | ------------------------------ |
| Democratic Unionist                              | Ian Paisley          | 46         | 36       | +6              | 207.721           | 30,1                  | +4,4            | 5                              |
| Sinn Féin                                        | Gerry Adams          | 37         | 28       | +4              | 180.573           | 26,2                  | +2,6            | 4                              |
| Social Democratic and Labour                     | Mark Durkan          | 35         | 16       | -2              | 105.164           | 15,2                  | -1,8            | 1                              |
| Ulster Unionist                                  | Reg Empey            | 38         | 18       | -9              | 103.145           | 14,9                  | -7,7            | 2                              |
| Alliance (NI)                                    | David Ford           | 18         | 7        | +1              | 36.139            | 5,2                   | +1,5            | 0                              |
| Independent                                      | N/A                  | 20         | 1        | ±0              | 19.471            | 2,8                   | +1,9            | 0                              |
| Green (NI)                                       | John Barry           | 13         | 1        | +1              | 11.985            | 1,7                   | +1,3            | 0                              |
| UK Unionist                                      | Bob McCartney        | 13         | 0        | -1              | 10.452            | 1,5                   | +0,7            |                                |
| Progressive Unionist                             | Dawn Purvis          | 3          | 1        | ±0              | 3.822             | 0,6                   | -0,6            | 0                              |
| Conservative                                     | David Cameron        | 9          | 0        | -               | 3.457             | 0,5                   | +0,3            |                                |
| Republican Sinn Féin (não inscrito enquanto tal) | Ruairí Ó Brádaigh    | 6          | 0        | -               | 2.522             | 0,4                   | N/A             |                                |
| Socialist Environmental                          | Goretti Horgan       | 1          | 0        | -               | 2.045             | 0,3                   | -0,1            |                                |
| UK Independence                                  | Nigel Farage         | 1          | 0        | -               | 1.229             | 0,2                   | N/A             |                                |
| Workers Party                                    | John Lowry           | 6          | 0        | -               | 975               | 0,1                   | -0,1            |                                |
| People Before Profit                             | Gordon Hewitt        | 1          | 0        | -               | 744               | 0,1                   | N/A             |                                |
| Socialist Party                                  | Peter Hadden         | 2          | 0        | -               | 473               | 0,1                   | +0,1            |                                |
| Make Politicians History                         | Ronnie Carroll       | 4          | 0        | -               | 221               | 0,0                   | N/A             |                                |
| Labour (NI)                                      | Malachi Curran       | 1          | 0        | -               | 123               | 0,0                   | N/A             |                                |
| Procapitalism                                    | Samuel Charles Smyth | 1          | 0        | -               | 22                | 0,0                   | N/A             |                                |

## Tomada de posse
Os dois líderes rivais de longa data, o protestante Ian Paisley e o católico Martin McGuinness, tomaram posse como primeiro-ministro e vice-primeiro-ministro no novo executivo da Irlanda do Norte no dia 8 de Maio de 2007, mostrando confiança e vontade de cooperação.